# سکوروشیتسه
سکوروشیتسه (به چکی: Skorošice) یک منطقهٔ مسکونی در جمهوری چک است که در ناحیه یسنیک واقع شده‌است. سکوروشیتسه ۴۶٫۵۱ کیلومتر مربع مساحت و ۷۶۳ نفر جمعیت دارد و ۴۰۴ متر بالاتر از سطح دریا واقع شده‌است.